# Rebang
Rebang (kinesiska: 热帮, 热帮乡) är en socken i Kina. Den ligger i den autonoma regionen Tibet, i den sydvästra delen av landet, omkring 1 100 kilometer väster om regionhuvudstaden Lhasa. Antalet invånare är 2 242. Befolkningen består av 1 082 kvinnor och 1 160 män. Barn under 15 år utgör 38 %, vuxna 15-64 år 57 %, och äldre över 65 år 4,0 %.
Genomsnittlig årsnederbörd är 138 millimeter. Den regnigaste månaden är augusti, med i genomsnitt 39 mm nederbörd, och den torraste är december, med 2 mm nederbörd.